# Senecio sarracenicus
Espèce
Classification phylogénétique
Senecio sarracenicus, le séneçon des cours d'eau, est une espèce de plantes à fleurs de la vaste famille des Asteraceae (Composées).
Il est aussi appelé « séneçon des saussaies » ou « séneçon des fleuves »

## Description
Plante de 60 à 150 cm de hauteur (peut atteindre 2 m). Feuilles lancéolées et dentées. Fleurs jaunes, capitules à 2-9 fleurs ligulées. Souche rhizomateuse. Rhizomes minces atteignant 40 cm de longueur.

## Biologie
Hémicryptophyte ou hélophyte.

## Écologie
Berges, saussaies.
Phytosociologie: Convolvulion sepii

## Répartition
Eurasiatique : Europe centrale et orientale. Asie occidentale et septentrionale.
France : vallée de la Moselle en Lorraine exclusivement.

## Statut de protection
Cette espèce est inscrite sur la liste des espèces végétales protégées en Lorraine, sous son nom scientifique synonyme de Senecio fluvialis Wallr.

## Synonyme
- Solidago montana L.
- Senecio fluviatilis Wallr.